# Бернардо Белото
Бернардо Белото (на италиански: Bernardo Bellotto) е италиански художник на градски пейзажи и известен автор на гравюри на много европейски градове като Дрезден, Виена, Торино, Варшава. Племенник и ученик на Каналето, Белото понякога използвал името на знаменития си вуйчо, като се подписвал като Бернардо Каналето, с цел мошеничество според някои. За подписаните като „Каналето“ картини, рисувани в Полша, се знае, че са дело на Белото; подобни съмнения съществуват и за тези в Германия.
Стилът на рисуване на Белото се отличава с детайлно изобразяване на архитектурните и природните гледки и с характерното изпълнение на светлината. Изглежда правдоподобно Белото и други венециански майстори да са използвали камера обскура, за да получат такава върховна точност при рисуването на градския пейзаж.

## Биография

### Младежки години и учение
Бернардо Франческо Паоло Еместо Белото е роден на 20 май 1722 г. (по други източници на 30 януари 1721 г.). във Венеция в семейството на земеделския управител Лоренцо Антонио и Фиоренца Доменика, с моминско име Канал като четвърто от пет деца. Дядо му по майчина линия и неговият брат са били художници на театрални декори, а братът на майка му е Джовани Антонио Канал (1697 – 1768), наречен Каналето – известният венециански художник на градски пейзажи.
Талантът на младия Бернардо бил открит рано от чичо му и още 14-годишен той работи вече в ателието на по-възрастния Каналето. През 1738 г. става член на еснафа на художниците. За следващите години до 1742 е известно малко. Но през това време са се появили 300 от общо 564 запазени рисунки и около 20 градски пейзажи, които се приписват на него. Извънредно трудно е да се различи стилът на двамата Каналето. Това допълнително се затруднява от факта, че племенникът приема художествения псевдоним Каналето. Според Ковалчик главните разлики между двамата художници са едно по-точно наблюдение и предаване на архитектурата, една по-динамична трактовка на небето и водата и по-силните контрасти между светлина и сянка.
Преди сватбата си с Мария Елизабета Пицорно на 5 ноември 1741 г., Белото пътешества заедно с чичо си из околностите на Венеция и до Падуа. Създадените по време на това пътуване рисунки служат по-късно като основа за неговите Капричии.
През пролетта на 1742 г. Белото предприема пътуване сам през Флоренция, Лука и Ливорно до Рим, където пристига през пролетта. За пръв път Белото има възможността да погледне и да рисува света със собствени очи – без влиянието на чичо си. Във Флоренция той създава три двойки картини, в Рим за по-малко от два месеца прави десетки рисунки, които в края на 1742 и през 1743 г. превръща в 16 изгледа от Рим. С тези градски изгледи Белото окончателно излиза от сянката на своя чичо. През 1744 г. отново е на път. Вероятно е направил кратки пътувания през пролетта и лятото до Венеция. В този период създава около 20 ведути от Ломбардия, Верона и Пиемонт.
Живописната техника на Белото се обогатява извънредно много: студени тонове, силни светлосенки, композиция, която се подчинява на диагонали, неестествено нисък хоризонт. Художникът като че ли изобразява една сцена, върху която се разиграва градският живот. Като нов сюжет в картините се появява полският пейзаж. Докато при чичо му Каналето градът е тъй да се каже „опразнен“, т.е. освободен от всичко незначително и непредставително, за да може да се създаде една идеална картина, то племенникът му, Белото, включва ежедневния живот в картините си, с което става предвестник на живописта през следващия век. Благодарение на нарасналото си техническо умение, Белото се решава и да рисува картини с по-голям формат.
През 1745 г. Белото получава поръчка от Савойския херцог и крал на Сардиния, Карл Емануил III Савойски, да нарисува два ведута от Торино. За първи път Белото вмъква полски пейзаж в градски изглед. Във ведутите от Верона му се удава да покаже индивидуалността на града. Това се забелязва особено много, когато се сравнят неговите ведути с тези на други майстори. Тази точност на изображението става още по-очевидна в по-късните изгледи от Виена, Дрезден и Варшава.
Не е известно защо Белото обръща гръб на Венеция. За това има може би няколко причини. Освен смъртта на три от децата му за четири години, Белото може би се е опасявал, че във Венеция няма да успее да продава картините си и че не ще може да се развива като художник. След 5 април 1747 г., Белото заминава за Дрезден, за да уговори условията по назначаването си в двора на курфюрста. Връща се още веднъж във Венеция, която напуска окончателно през юли 1747 г. заедно със съпругата си, петгодишния си син Лоренцо и с един прислужник.

### Първи дрезденски период
Дрезден, в който се заселва 25-годишният художник, не е само столица на курфюрство Саксония, но и в лицето на курфюрста Фридрих Август II – и резиденция на полския крал. Кралят бил изключителен ценител на изкуството, като показвал особено предпочитание към съвременната венецианска живопис и в това отношение е подкрепян от своя първи министър, граф Хайнрих фон Брюл. Вероятно чрез посредничеството на дипломата и ценителя на изкуството Франчески Алгароти, Белото е назначен за придворен художник с годишна заплата от 1750 талера. Друг знак за благоразположение са златната табакера, а също и кръщаването на четирите, родени между 1748 и 1752 г., дъщери на Белото от страна на кралската двойка, от членове на княжеския род и на графиня и граф фон Брюл.
През този първи дрезденски период (1747 – 1758) Белото усъвършенства познанията, които е натрупал по време на обучението си и пътуванията из Италия. Той се запознава с нидерландското изкуство в колекцията на курфюрста и го прилага в своите цикли на ведути, изготвени по кралско поръчение. Един от най-важните цикли ведути, състоящ се от 14 дрезденски изгледа, който днес се намира в картинната галерия „Стари майстори“ в Дрезден, е създаден най-късно през 1754 г. 13 от всичките 14 картини са били копирани от художника още веднъж за граф фон Брюл, в същата големина. През годините 1753 до 1756 Белото създава още един цикъл от 11 изгледа на малкия град Пирна, разположен южно от Дрезден на река Елба. От този цикъл Белото репродуцира 8 картини за граф фон Брюл.
Художникът, който сега е приел името Каналето, си позволява в картините някой творчески волности. Например рисува някои сгради напълно завършени, докато те в действителност още са били в строеж. Но панорамата на градския център с реката, в която се отразяват сгради, е предадена точно.
През периода 1755 – 1756 г. Белото прави рисунки на крепостта Кьонигщайн в планината Елбзандщайнгебирге, на основата на които едва през 1757 – 1758 създава пет ведута. През 1756 г. започва Седемгодишната война и Пирна и Кьонигщайн попадат в района на бойното поле. Саксония е окупирана от пруските войски и поръчките за Белото намаляват значително. Така художникът е принуден да напусне Дрезден в края на 1758, началото на 1759 г.
Тези картини напомнят за някогашната красота на град Дрезден, който е разрушен при бомбардировките от Втората световна война.

### Виена и Мюнхен
На 5 декември 1758 г. Белото получава паспорт за Байройт. Вероятно той отива там по препоръка на архитекта и сценографа Джузепе Гали да Бибиена, който изгражда през 1747 – 1748 сградата на Байройтския театър и който се запознава с Белото в Дрезден през 1748 – 1754 г. Опитите да намери там работа вероятно остават неуспешни, понеже още през януари 1759 г. художникът заминава за Виена. Първоначално там Белото работи за двама аристократи – принц Венцел Антон фон Кауниц-Ридберг и принц Йозеф Венцел фон Лихтенщайн. За първи път той вмъква във ведутите, които изготвя на техния летен дворец, детайлни и отлично изпълнени портрети на възложителите.
Вероятно за кралския двор Белото създава шест, замислени като пандан, картини на виенски градски интериор, освен това два изгледа на парка и двореца Шьонбрун, една панорама на града откъм Белведере и четири изгледа от Хофбург (общо 13 картини). Вероятно те са служели като украса на помещение в кралския дворец, но се знае, че са били окачени през 1781 г. в двореца в Братислава, тогава столица на Унгария. Тъй като Белото остава във Виена малко повече от две години, може да се изчисли, че за всяка от тези картини се е нуждаел от около шест седмици (рекордно време).
Във Виена Белото получава съобщение, че къщата му в Дрезден както и част от произведенията му са унищожени при бомбардировката от страна на Прусия между 14 и 20 юли 1760 г. Жена му и дъщерите му остават невредими, но щетите от унищожението на произведенията и плаките за отпечатване възлизат на 50 000 талера.
Снабден с препоръчително писмо от Мария Терезия Белото потегля през януари 1761 г. за Мюнхен, където среща наследника на саксонския престол Фридрих Кристиян фон Саксен, който бил намерил убежище при своя шурей, курфюрст Максимилиан III Йозеф Баварски. Вероятно Фридрих Саксонски поръчва два изгледа на Нимфенбург, които по-късно подарява на курфюрста. Една друга картина показва панорама на Мюнхен. В края на 1761 г. Белото се завръща в разрушения Дрезден.

### Втори Дрезденски период
Със смъртта на крал Август III и граф Хайнрих фон Брюл през октомври 1763 г. Белото загубва най-важните си покровители. Техните наследници нямат вкус към живописта на рококо. Академията, чиито основи се полагат през 1764 г., се ориентира към набиращия сили класицизъм. Наистина Белото е назначен в Академията за професор по перспектива, но заплатата му е намалена на 600 талера. Тъй като не получава вече поръчки за ведути, след като рисува известно време алегории, Белото се ориентира през 1762 г. към създаването на капричии. Този сюжет вече му е познат от престоя му в Италия. Новото обаче е, че архитектурните фантазии обхващат цялата повърхност на картината. Художникът населява своите разкошни стълбища и зали с аркади с обикновени хора от най-ниските социални слоеве. Освен един ведут, който Белото подарява на Академията, той рисува и изображения на предградията на Пирна и на църквата „Кройцкирхе“, която е разрушена от бомбардировките през 1760 г.

### Във Варшавския двор
Когато през 1763 година Август III умира, спада и търсенето на творбите на Белото в Дрезден и той напуска града, за да търси препитание в Санкт Петербург, в двора на руската императрица Екатерина II. По време на пътуването си обаче получава покана от новия полски крал Станислав Август Понятовски да стане негов дворцов художник и така остава във Варшава през следващите 16 години, до края на живота си.
Белото тръгва на път, но не стига до Петербург. На половината път се спира в двора на крал Станислав II, чийто вкус все още е бароков и който се възхищава от венецианската живопис. Кралят е високообразован, говори няколко езика, между които и италиански. В двора си той е събрал колония от италиански творци, което много улеснявало общуването за Белото, който не се отличавал с дарба за изучаване на езици. Каналето не е назначен като дворцов художник¸а работи заедно с други творци в т.нар. „Художествен департамент“.
Главните задачи на художниците били модернизацията на кралския дворец във Варшава, както и преустройството на частния дворец на краля Уяздовски край Варшава от 1766 г. до 1771 г. Дворецът Уяздовски бил замислен като временна резиденция, докато текат строителните работи по Варшавския дворец. Уяздовският дворец трябвало да бъде снабден с представителни помещения. Според наличните източници Белото украсява едно цяло помещение, което е наречено на него, но е неясно, дали Белото наистина е рисувал фрески. Също за двореца Уяздовски, Белото създава 16 изгледа от Рим по рисунки с молив на Пиранези, както и първите Варшавски ведути. При Римския цикъл, датиран 1768/1769 г., му помага синът му Лоренцо Белото, който обаче умира през 1770 г. Отчасти римските и варшавските ведути трябва да се разглеждат като взаимносвързани, като целта е била при непосредственото сравняване двата града да се разглеждат като равностойни.
Крал Станислав Август не бил в състояние да доведе докрай преустройството в Уяздов, затова решил да се концентрира върху Варшавския дворец. През 1777 г. ведутите биват пренесени във Варшава и окачени в „Преддверието на сенаторите“, чиято дървена облицовка е напасната към готовите ведути. По-късно Белото рисува още варшавски ведути, някои в малък формат, така че накрая в залата са окачени 22 картини от Белото.
Сред тях се намира една историческа картина (необичаен за Белото жанр), която представя избирането на Станислав Август Понятовски за полски крал, а останалите са изгледи от Варшава.
При варшавските ведути е отделено много по-голямо внимание на човешките фигури отколкото при дрезденските. Изчислено е, че във варшавските картини са изобразени около 3000 персонажа, от които около половината могат да бъдат идентифицирани като професия и социално положение.
Белото рисува множество пейзажи от полската столица и нейните предградия, които допълват кралската колекция от историческа живопис, рисувана от Марчело Бачарели. Картините му от Варшава, които по-късно се озовават в Москва и Ленинград, са върнати на полското комунистическо правителство и са използвани при повторното изграждане на града, почти напълно сринат от германските и съветските войски по време на Втората световна война.
Бернардо Белото почива внезапно във Варшава на 17 октомври 1780 г. от мозъчен удар.

## Техника
При създаването на един ведут Беллото подхожда по един и същ начин. Първоначално с помощта на камера обскура прави множество малки и средни рисунки, които после преработва в една голяма рисунка. Често си помага с линеал, за да постигне точност. След това рисунката се покрива с мрежа от квадратчета, които после в уголемен мащаб се пренасят на платното. Отделно Белото изготвя скици на архитектурните детайли и свободни скици на човешките фигури по мащаба на картината. Обикновено запазва грижливо тези рисунки, за да ги използва при нужда повторно, както и става при направата на копия на картините си.
Намазаното предварително с лепило платно било грундирано първоначално с венецианско червено, след това още два пъти грундирано. Върху готовия грунд художникът нанасял с тъмнокафяв щрих мрежа от квадратчета, отговаряща на мрежата от предварителната рисунка. Някои композиционни линии и архитектурни детайли се изпълнявали с линеал, което може да се види и с просто око.
Сенките се нанасяли с прозрачна боя, което позволявало да се вижда грунда. По-релефните части се изпълнявали с маслени бои. За фините линии Белото използвал темпера. Някои линии били подчертавани чрез издраскване в незасъхналата боя. Фигурите са рисувани накрая.

## Творби
Предназначеният за краля цикъл от Дрезден се намира днес в картинната галерия „Стари майстори“ в Дрезден. Копия от тези картини са разпръснати по музеите в света. Особено известна е картината на града с тъй наречения „Поглед на Каналето“. Тя показва центъра на Дрезден с Дворцовата църква, църквата на Богородица „Фрауенкирхе“, терасата на фон Брюл от брега на Елба в близост до моста „Аугустусбрюке“.
Варшавският цикъл е изпратен след подялбата на Полша в Санкт Петербург и едва през 1922 г. се завръща от тогавашния Съветски съюз в Полша. През Втората световна война картините са запазени, защото немците ги изпращат в Краков, в крепостта Вавел. Картините могат да се видят в реконструираните помещения на Варшавския дворец.
Виенският цикъл се съхранява в Културно-историческия музей на град Виена, а по-ранните картини са разпръснати по различни части на света.
Платна на Белото са притежание на Музея на Чарториски в Краков, основан от Изабела Чарториска (1743 – 1835), както и на един от първите обществени музеи в Полша, разкрит в Двореца във Виланов, основан през 1805 година от Станислав Костка Потоцки.